# Палац герцогів Кадавал
Палац герцогів Кадавал (порт. Palácio dos Duques de Cadaval) розташований в історичному центрі Евори, в Португалії, поруч з монастирем та церквою Лоюш і римським храмом. 
Палац належить родині Кадавал.  У собі поєднує декілька архітектурних елементів мавританського (мудехар), готичного та мануелінського періодів. Палац з його фасадом XVII століття — старовинний замок, спалений у 1384 році. Сьогодні над ним можна побачити вежу під назвою Вежа П’яти щитів. 
Цей палац використовувався губернатором міста Евора і служив, час від часу, як королівська резиденція. Кімнати першого поверху містять колекційні рукописи, сімейні портрети та релігійне мистецтво XVI століття. 

## Галерея

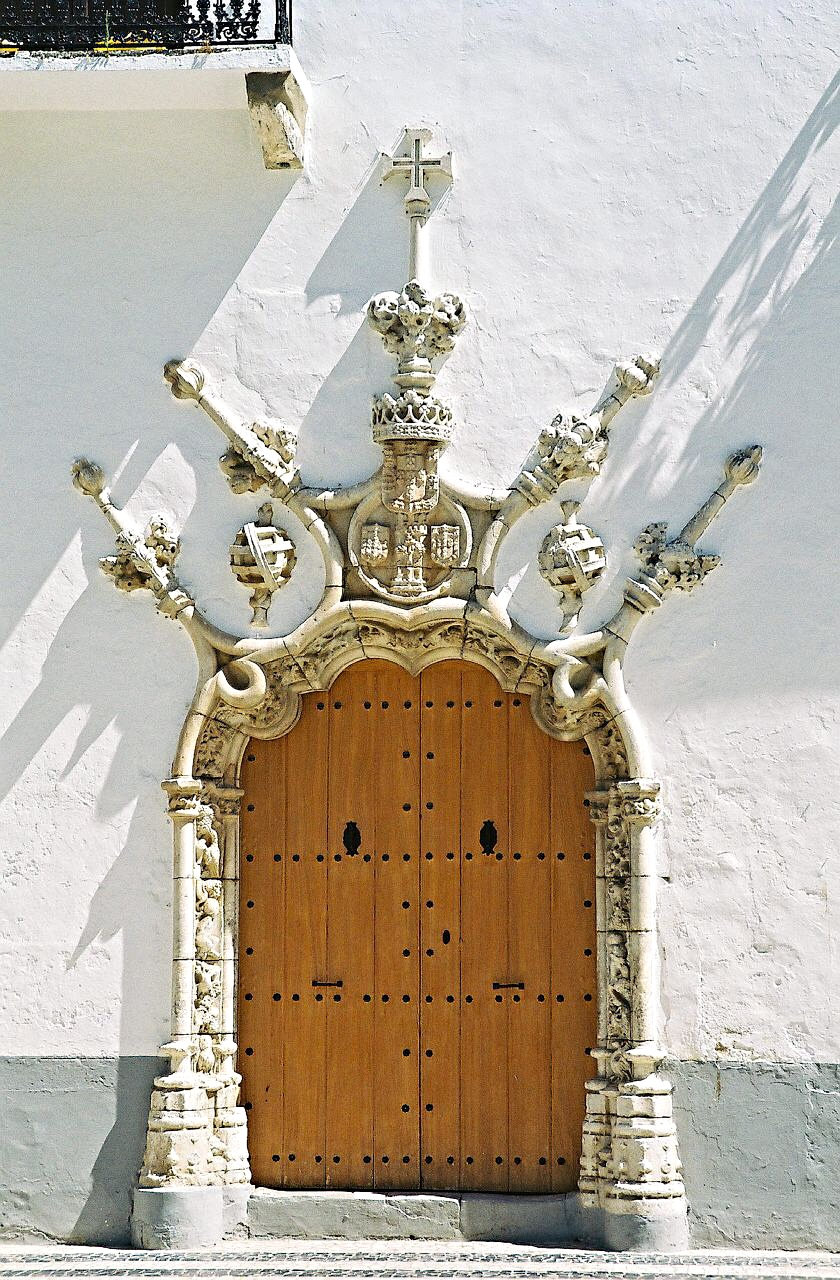
Багато оздовлені двері
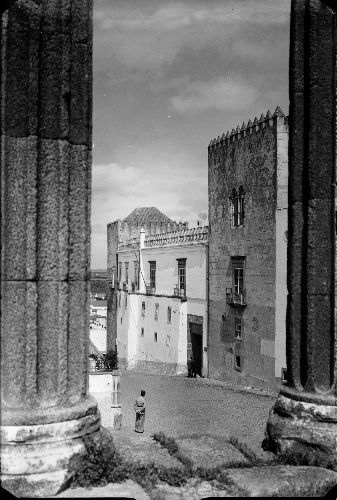
Вид на палац герцогів Кадавал з римського храму
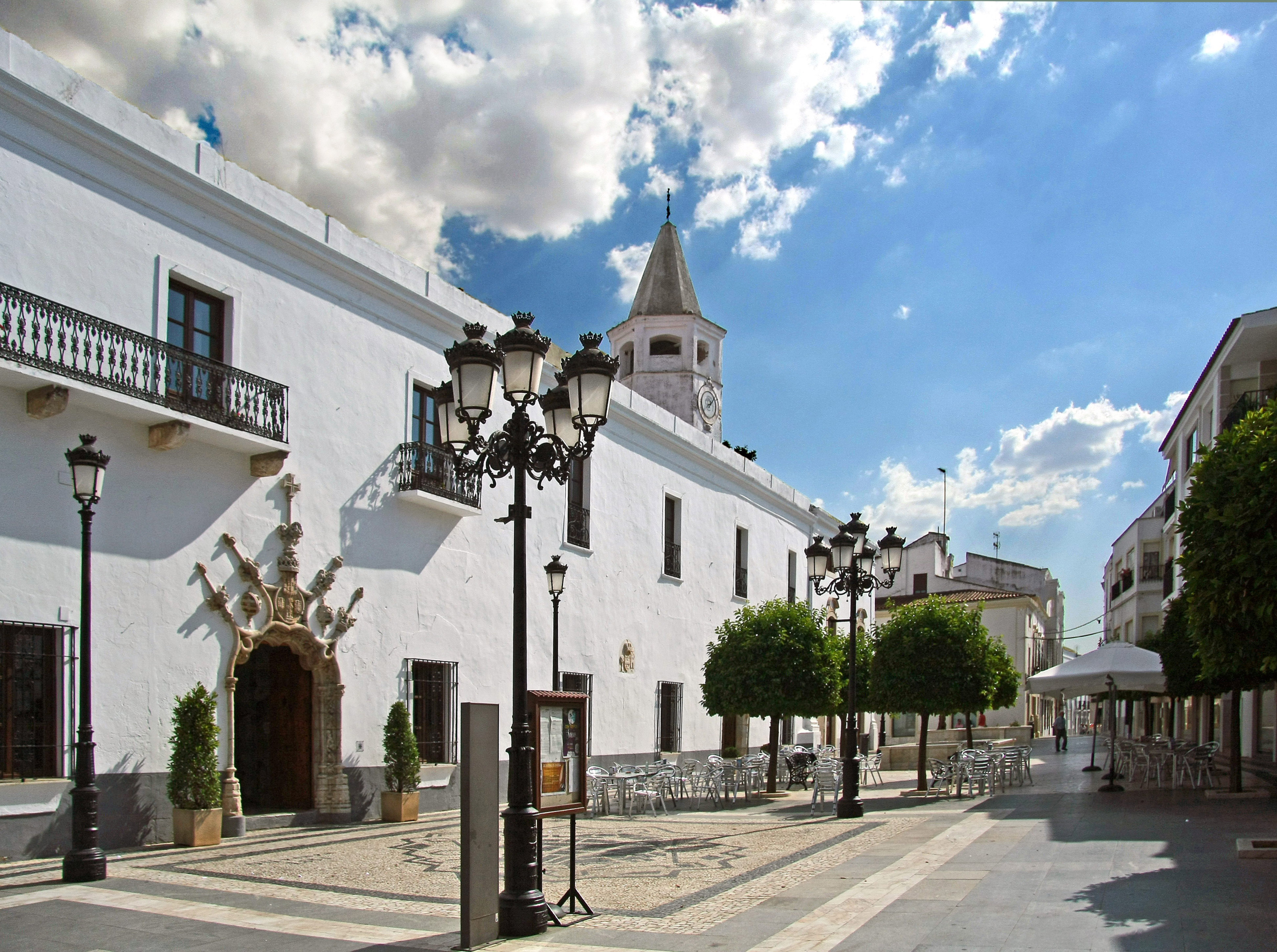
Фасад падлацу